# Permanganato di sodio
Il permanganato di sodio è un composto chimico inorganico di formula NaMnO4.
È 15 volte più solubile in acqua rispetto al permanganato di potassio, ma è più costoso di quest'ultimo, per cui viene utilizzato in particolari applicazioni dove si richiede un'alta concentrazione dello ione MnO−4, ad esempio nel processo di etching dei circuiti stampati.
Può essere sintetizzato a partire dal diossido di manganese in soluzione di idrossido di sodio (NaOH) e ipoclorito di sodio (NaClO):
2 MnO2 + 2 NaOH + 3 NaClO → 2 NaMnO4 + 3 NaCl + H2O